# Conjunt d'habitatges al carrer Gurb, 32-36 (Vic)
El Conjunt d'habitatges al carrer Gurb, 32-36 és una obra de Vic (Osona) inclosa a l'Inventari del Patrimoni Arquitectònic de Catalunya.

## Descripció
Edificis civils que consten de planta baixa, dos pisos i golfes. Estan coberts a dues vessants per bigues de fusta, rajola i teula aràbiga; els ràfecs dels dos edificis estan diferenciats. Les façanes guarden un cert ordre en la composició vertical. A la planta s'obren portals d'arc rebaixat i un petit portal central que mena als habitatges. Als dos pisos la mida dels balcons disminueix amb l'alçada, tenen les llosanes de pedra i les baranes de ferro. Sota teulada hi ha porxos amb baranes de fusta. Les façanes són arrebossades. L'estat de conservació és força dolent.
L'edifici nº 38 del carrer de Gurb, ha estat enderrocat.

## Història
L'antic camí de Gurb sorgí com la prolongació del carrer de les Neus vers el segle xii i on s'anaren transformant les masies i edificacions en cases entre mitgeres que seguien el traçat natural del camí. Al segle xv es construí l'església gòtica dels Carmelitans prop de l'actual carrer Arquebisbe Alemany, enderrocada el 1655 en convertir-se la ciutat en plaça fortificada contra els francesos durant la guerra dels Segadors. Als segles XVII-XVIII es construí l'actual convent i l'església dels Carmelitans calçats. Al segle xviii la ciutat experimenta un fort creixement i aquests carrers itinerants es renoven formant part de l'Eixample Morató. Al segle xix, amb la urbanització de l'Horta d'en Xandri entre el carrer Gurb i de Manlleu també es renova. Actualment el carrer viu una etapa d'estancament i convindria revitalitzar-lo